# Костадин Прътев
Костадин Георгиев Прътев е български революционер, член на Вътрешната македоно-одринска революционна организация.

## Биография
Костадин Прътев е роден на 6 октомври 1882 година в Добринища, тогава в Османската империя. Влиза във ВМОРО и е член на добринищкия революционен комитет. В 1903 година участва в Илинденско-Преображенското въстание. При избухването на Балканската война в 1912 година е доброволец в Българската армия. Участва и в Междусъюзническата и в Първата световна война.